# Jošik
Jošik är ett samhälle i Bosnien och Hercegovina.   Det ligger i entiteten Republika Srpska, i den nordvästra delen av landet, 190 km nordväst om huvudstaden Sarajevo. Jošik ligger 94 meter över havet och antalet invånare är 646.
Terrängen runt Jošik är platt åt nordväst, men åt sydost är den kuperad.Närmaste större samhälle är Bosanska Dubica, 4,7 km sydväst om Jošik. 
I omgivningarna runt Jošik växer i huvudsak lövfällande lövskog. Runt Jošik är det ganska tätbefolkat, med 67 invånare per kvadratkilometer.